# 三遂平妖傳
《三遂平妖傳》全称《北宋三遂平妖传》，又名《新平妖传》，為明朝羅貫中所著，是中國小說史上第一部長篇神怪小說。
主要講述的中心事件，是宋代的王則起義，羅貫中根據歷史事實的民間傳說、以及市井流傳的話本進行整理、編成。因為書中的三個主角马遂、诸葛遂智、李遂的名字都有遂字，故稱三遂，可謂神怪小說之先聲。

## 簡介
《三遂平妖傳》多寫人間妖異事件，少談方外神仙鬼怪。羅氏此書，吸取和繼承了宋元以來有關記述鎮壓胡永兒、王則起義的史料、民間傳說、小說故事以及見諸於某些筆記小說中的神異故事來加以融合、整理而寫成的。王緱山稱羅貫中所著之《三遂平妖傳》堪與《水滸》頡頏。
明代萬曆年間，通俗文學家馮夢龍從長安城購得羅貫中的二十回本，親自改編增補，廣泛吸收民間的妖異故事，以豐富小說的內容，編成《新平妖傳》，成為現在通行的四十回本。《三遂平妖传》四十回本署名为：“罗贯中编次，冯梦龙补改”。

## 人物
宋真宗
宋仁宗
包拯
善王太尉
丁谓
王欽若
曹瑋
狄青
曹彬
劉彥威
何郯
段雷
夏竦
茹剛
夏有守
范仲淹
陶必顯
楊巡檢
張成
竇文玉
柳春生
孫輔
董元春
田宗
蛋子和尚
慈雲長老
張鸞
朱能
聖姑姑
石頭陀
陽春
趙大郎
雷太監
胡大洪
陳善
賈道士
嚴夲仁
冷公子
溫殿直
冉貴
諸葛遂智
太白星君
李遂
卜吉
左黜
白猿神
从天宮将记载一百零八樣變化之法的如意册盗走，让猿猴猢狲们分别将三十六天罡大變法、七十二地煞小變法刻于白云洞两侧石壁。之后被人偷学，书中对学成七十二變化的描述：
| 光陰似箭，看看三年將滿。婆子等三個，把七十二般道法，俱已練成。且說神通變化，大略如何？但見： 上可梯雲，下能縮地。手指處，山開壁裂；氣呵時，石走沙飛。匿形換貌，儘叫當面糊塗；攝鬼招魂，任意虛空役使。豆人草馬，戰陣下來八面威風。紙虎帶蛇，患難時弄出一樁靈怪。風雲雷雨隨時用，水火刀槍不敢傷。開山仙姥神通大，混世魔王法術高。 ──《三遂平妖傳》第十三回 閉東莊楊春點金 築法壇聖姑煉法 |

而天罡變化更勝于地煞變化。
王珪
馬遂
胡媚兒
王則
任遷
吳三郎
王俊
張琪
段文玉
石慶

## 圖集

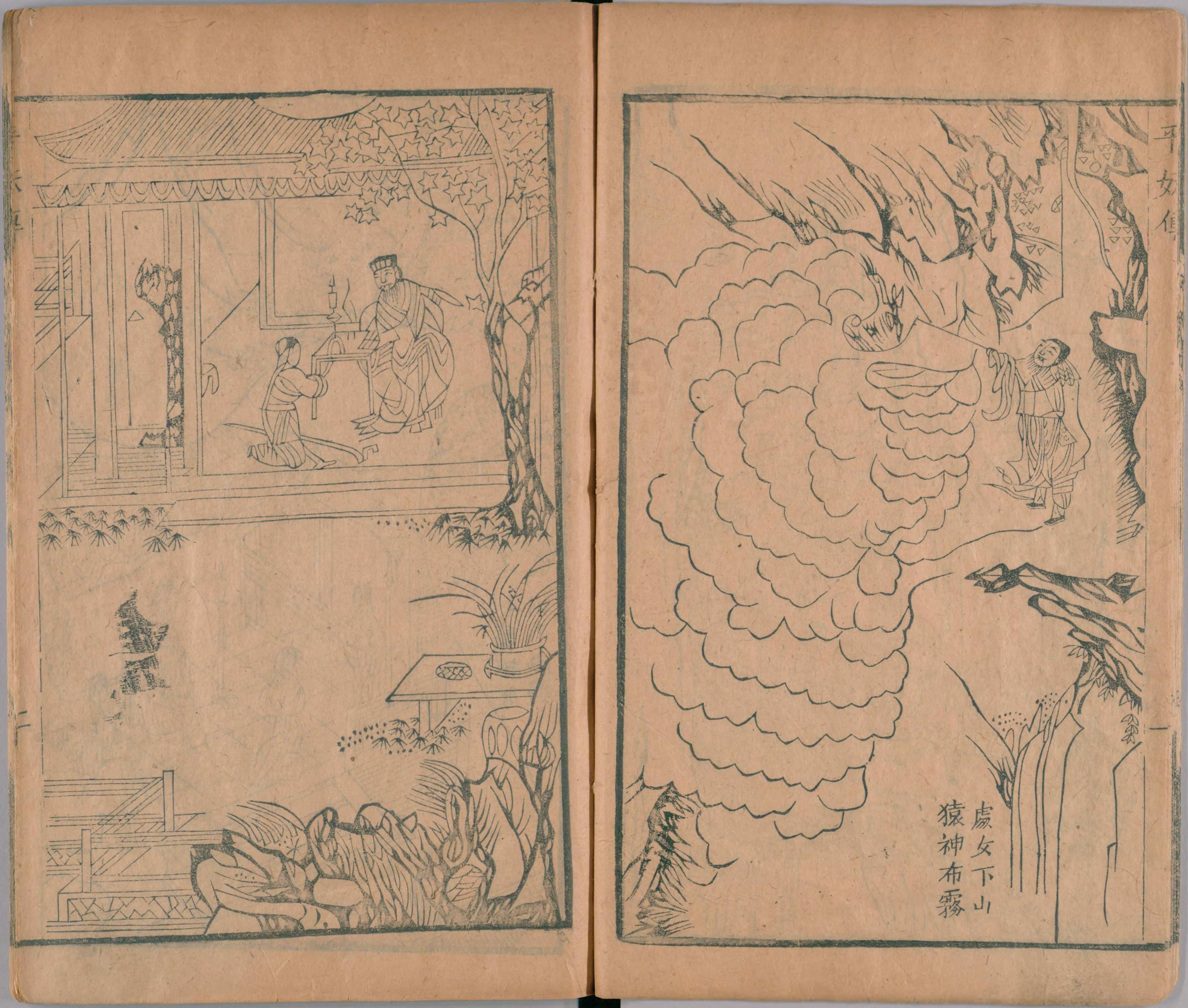
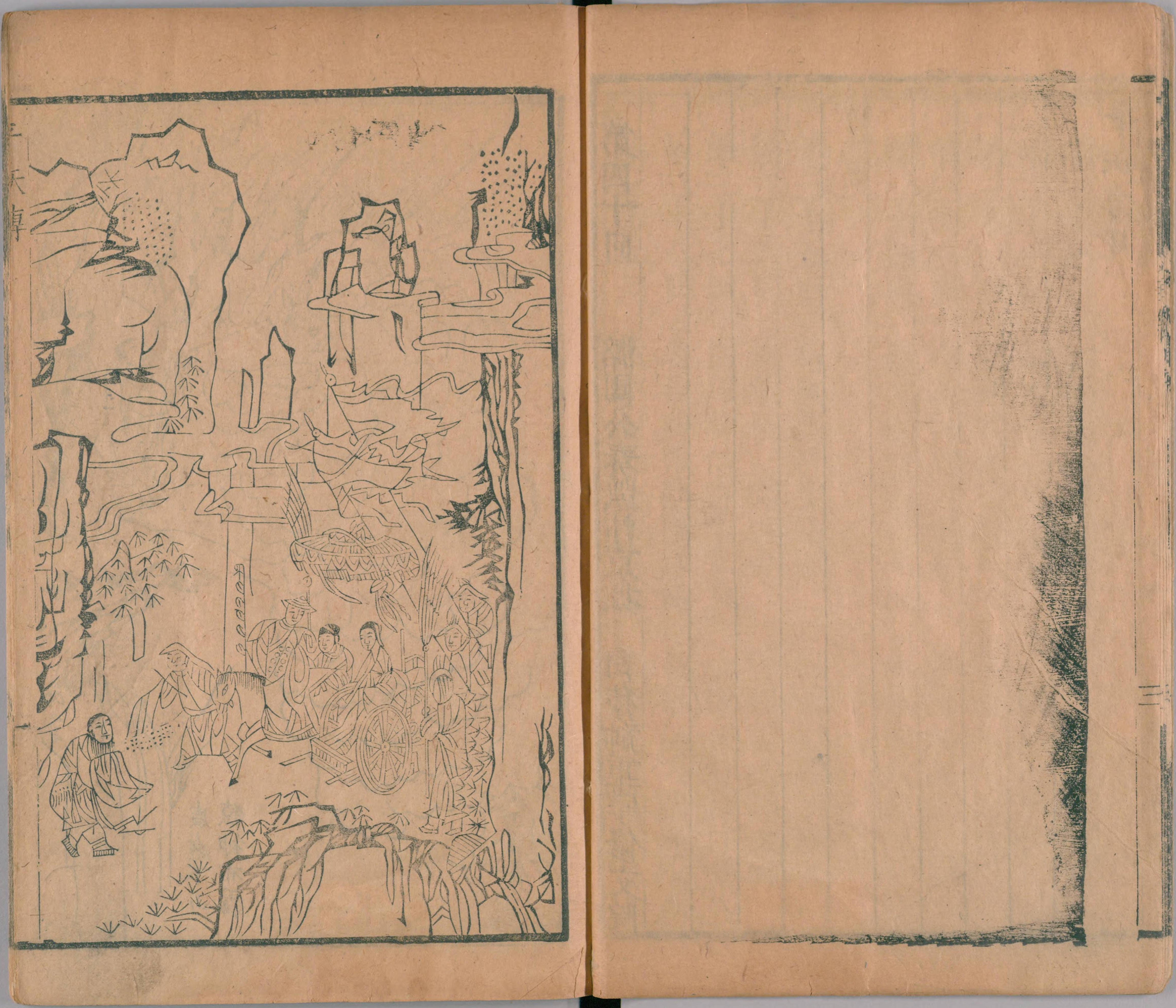
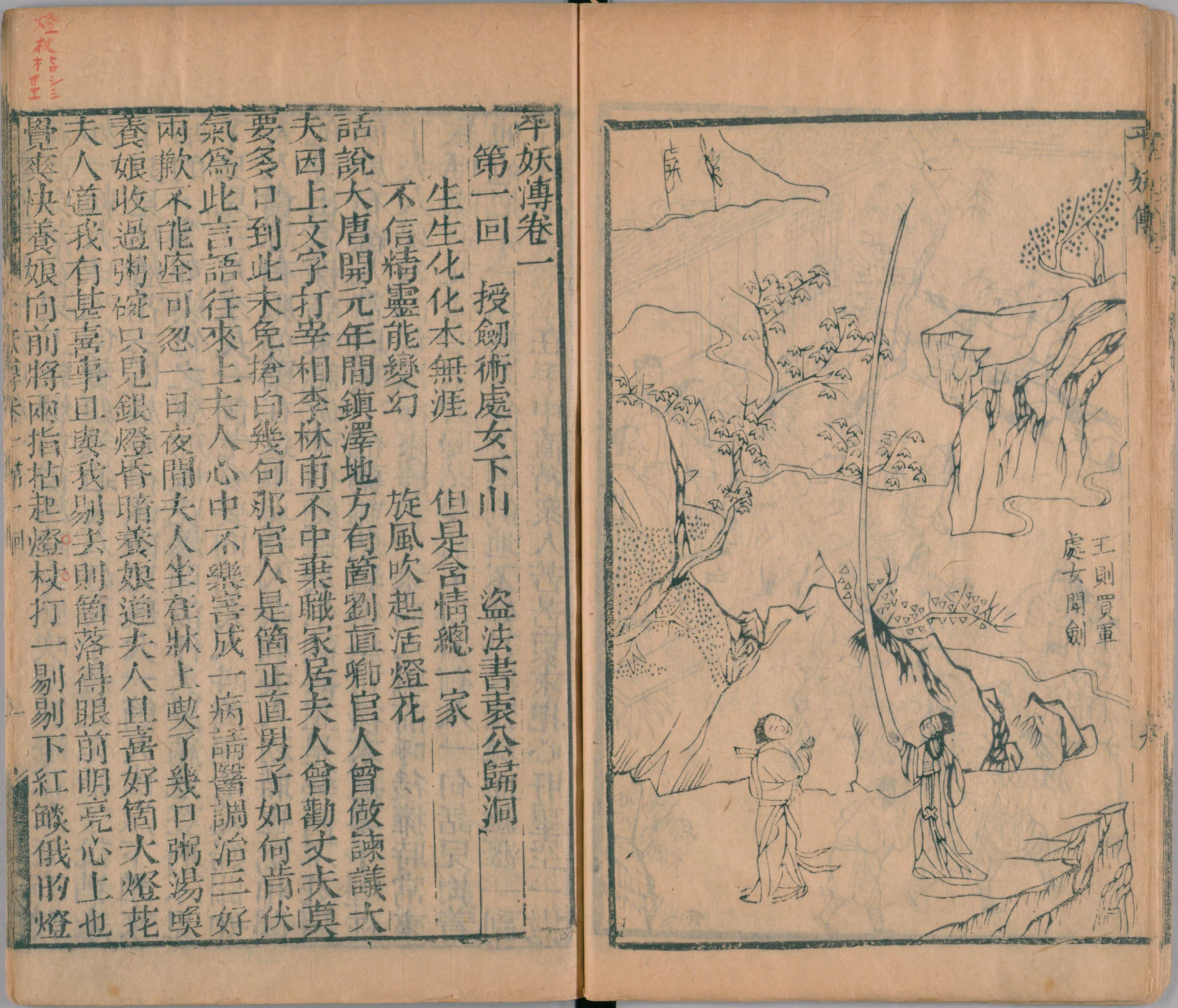

## 版本
- 泰昌元年《天许斋批点北宋三遂平妖传》
- 《映旭斋增订北宋三遂平妖传》校点

## 改编作品
天书奇谭
平妖传 (电视剧)，由胡储玺执导，毛晓彤、陈若轩、冯俊熙主演
平妖传 (游戏)，台湾智冠科技股份有限公司推出的一款游戏
平妖传 (电影)，马志宇执导，李锦文监制，俞建华总出品人的电影